# Fábio Mitidieri
Fábio Cruz Mitidieri (Aracaju, 24 de fevereiro de 1977) é um empresário e político brasileiro, filiado ao Partido Social Democrático (PSD). É o atual governador do estado de Sergipe.

## Biografia
Mitidieri iniciou sua carreira política no ano de 2008, ao disputar o cargo de vereador nas eleições municipais de Aracaju, sendo eleito pela primeira vez para a 40ª Legislatura da Câmara Municipal de Aracaju pelo PDT. Entre abril de 2011 e março de 2012, se licenciou temporariamente do cargo para assumir a Secretaria de Esporte e Lazer na gestão do então prefeito de Aracaju, Edvaldo Nogueira. Disputou a reeleição para o cargo de vereador em 2012, mas não obteve êxito, permanecendo na primeira suplência do PSD. Em julho de 2013, assumiu a Secretaria de Estado do Trabalho (SETRAB) na gestão do governador do exercício à epoca, Jackson Barreto, onde permaneceu até abril de 2014. Nas eleições estaduais de 2014, foi eleito deputado federal, para a 55.ª legislatura (2015-2019).
Mitidieri votou contra o processo de impeachment de Dilma Rousseff. Em abril de 2017, foi contrário à Reforma Trabalhista. Em agosto de 2017 votou a favor do processo em que se pedia abertura de investigação do então presidente Michel Temer. Disputou a reeleição para a Câmara Federal em 2018 e obteve mais de 102 mil votos (cerca de 10% dos votos válidos). Em 2022, foi eleito governador do estado de Sergipe com 623.851 votos.

## Controvérsias
Em 26 de novembro de 2024, Mitidieri pediu licenciamento por motivo de saúde do cargo de governador, porém quatro dias depois, estava em Buenos Aires, Argentina, para acompanhar a Final da Copa Libertadores da América de 2024, entre Botafogo e Atlético Mineiro.

## Desempenho em eleições
| Ano  | Eleição              | Coligação                                                                | Partido | Candidato a      | Votos            | Resultado                |
| ---- | -------------------- | ------------------------------------------------------------------------ | ------- | ---------------- | ---------------- | ------------------------ |
| 2008 | Municipal de Aracaju | sem coligação                                                            | PDT     | Vereador         | 4.515 (1,63%)    | Eleito                   |
| 2012 | Municipal de Aracaju | Aracaju vai seguir em frente (PRB, PSB e PSD)                            | PSD     | Vereador         | 3.518 (1,15%)    | Não eleito (suplente)    |
| 2014 | Estadual em Sergipe  | Agora é o povo (PT, PDT, PSB, PMDB,PCdoB, PRP, PROS, PSD, PRB e PSDC)    | PSD     | Deputado federal | 83.401 (8,50%)   | Eleito                   |
| 2018 | Estadual em Sergipe  | Pra Sergipe avançar (PP, MDB, DC, PCdoB, PSD, PT e PHS)                  | PSD     | Deputado federal | 102.899 (10,30%) | Eleito                   |
| 2022 | Estadual em Sergipe  | Novo Tempo pra Sergipe (PDT, PSC, UNIÃO, Republicanos, PP, PSD e Avante) | PSD     | Governador       | 294.936 (38,91%) | Segundo turno (2º lugar) |
| 2022 | Estadual em Sergipe  | Novo Tempo pra Sergipe (PDT, PSC, UNIÃO, Republicanos, PP, PSD e Avante) | PSD     | Governador       | 623.851 (51,70%) | Eleito                   |